# 松山智一
松山 智一（まつやま ともかず、1976年4月30日 - ）は、アメリカ・ニューヨーク在住の日本の現代美術家。 
絵画を中心に彫刻やインスタレーションも手がける。作品には、東洋と西洋、古代と現代、具象と抽象といった両極の要素が見られ、これは日本とアメリカの両国で育った自らの経験が反映されている。また、江戸時代や明治時代の日本美術、古代ギリシャやローマ帝国の彫刻、フランスルネッサンス期の絵画、戦後のコンテンポラリーアートなど、様々な影響を受けている。

## 来歴
岐阜県吉城郡国府町（現：高山市）出身。8歳〜12歳頃をアメリカ・カリフォルニア州オレンジ郡で過ごす。暁星国際中学校・高等学校アングロアメリカンコース、桑沢デザイン研究所夜間部ビジュアルデザインコース、上智大学経済学部経営学科を卒業後、2002年に再び渡米。ニューヨーク私立美術大学院プラット・インスティテュートコミュニケーションズ・デザイン科を首席で卒業。
これまでに日本、ニューヨーク、ワシントンD.C.、サンフランシスコ、ロサンゼルス等の全米主要都市、ドバイ、香港、台北、ルクセンブルク等、世界各地のギャラリー、美術館、大学施設等にて 個展・展覧会を多数開催。2021年8月、アメリカの大型画廊Kavi Gupta Galleryとパートナーシップを組み、個展を開催。2023年4月、欧州の有力画廊Almine Rech Galleryとパートナーシップを組み、ロンドンで初の個展を開催。
アメリカ西海岸最大の美術館であるロサンゼルス・カウンティ美術館（LACMA）、サンフランシスコ・アジア美術館、マイアミ・ペレズ美術館、カラマズー美術館、AMMA財団/美術館、龍美術館、宝龍美術館、德基芸術館（DEJI ART MUSEUM）、K11アート財団、スペースKソウル美術館といった世界各国の美術館をはじめ、マイクロソフトコレクション、北米トヨタ自動車、ナイキ・ジャパン、リーバイ・ストラウスジャパン、JR東日本/LUMINE、ドバイの王室コレクション、中東が誇るBank of Sharjahコレクション、オーストラリアのPt.Leo彫刻庭園などに、多数の作品が所蔵されている。  
2012年から2017年5月までの5年間、ニューヨーク私立美術大学スクール・オブ・ビジュアル・アーツ（SVA）のAdjunct Professorを勤めた。2013年4月、ハーバード大学からの招待を受けてアーティストプレゼンテーションを実施。同年9月には同大学にて個展が開催された。
現在はニューヨーク・ブルックリンにスタジオを構えている。2019年9月にはニューヨークのハウストン・バウリー・ウォールに巨大壁画を完成させ、TBSの情熱大陸で特集された。2021年1月には、NHK BS1にて特集が組まれた。2021年には、NHKにて、1時間のドキュメンタリー番組「ザ・ヒューマン」(BS1)をはじめ、「日曜美術館」(Eテレ)にて特集される。「美術手帖」2021年6月号にて、「松山智一アウトサイダーが挑む芸術言語の創造」として特集が組まれる。2021年5月には日本国内初作品集「IN & OUT」が刊行された。

## 展示会

### 個展
- Liberation Back Home (SCAD Museum of Art ジョージア州、2025年）
- Tomokazu Matsuyama: Morning Sun (エドワード・ホッパー・ハウス美術館 ニューヨーク、2025年）
- 松山智一展：FIRST LAST（麻布台ヒルズ ギャラリー 東京、2025年）
- Mythologiques（Arsenale ベニス、2024年）
- MATSUYAMA Tomokazu : Fictional Landscape （宝龍美術館 上海、2023年）
- 松山智一展：雪月花のとき（弘前れんが倉庫美術館 弘前市、2023年）
- Episodes Far From Home（Almine Rech Gallery ロンドン、2023年）
- Harmless Charm（Sotheby’s 香港、2022年）[7]
- The Best Part About Us（Kavi Gupta Gallery シカゴ、2022年）
- Boom Bye Bye Pain（KOTARO NUKAGA 東京、2021年）
- Accountable Nature（龍美術館 上海、2020年）
- No Place Like Home（Zidoun-Bossuyt Gallery ルクセンブルク、2018年）[8]
- Same Same, Different（LUMINE 0 東京、2017年）[9]
- Oh Magic Night（HOCA Foundation 香港、2017年）
- Baby It's Cold Outside（Lesley Kehoe Galleries メルボルン、2017年）
- Somewhere Here（Zidoun-Bossuyt Gallery ルクセンブルク、2015年）[10]
- 17 Hours（オーストラリア現代美術館 シドニー、2015年）
- The Sky Is The Limit（Harbour City 香港、2014年）
- Palimpsest （ハーバード大学 ボストン、2013年）
- New Works by Tomokazu Matsuyama（Mark Moore Gallery ロスアンゼルス、2012年）
- The Future Is Always Bright（Gallery Wendi Norris サンフランシスコ、2012年）[11]
- Thousand Regards - Tomokazu Matsuyama （アメリカン大学美術館 Katzen Arts Center ワシントンD.C.、2012年）

### 主なグループ展
- ながくとも四十に足らぬほどにて死なんこそめやすかるべけれ （Die Young, Stay Pretty） Curated by Tomokazu Matsuyama + Carlos Rolon（KOTARO NUKAGA 東京、2023年）[12]
- 第17回イスタンブール・ビエンナーレ　オフィシャルコラテラルプロジェクト（イスタンブール、2022年）[13]
- Realms of Refuge（Kavi Gupta Gallery シカゴ、2021年）
- Home & Away: Selections From Common Practice（Miles McEnery Gallery ニューヨーク、2021年）
- Nature Morte（The Hole ニューヨーク、2021年）
- We Used To Gather（Library Street Collective デトロイト、2020年）
- FIXED CONTAINED, Curated by Tomokazu Matsuyama（KOTARO NUKAGA 東京、2019年）[14]
- Pardon My Language, Curated by Tomokazu Matsuyama（Zidoun-Bossuyt Gallery ルクセンブルク、2018年）
- Re:define（Dallas Contemporary ダラス、2017年）
- Mess in’ With The Masters（Mesa Contemporary Arts Center アリゾナ、2013年）
- Edo-Pop, The Graphic Impact of Japanese Prints（ジャパン・ソサエティー ニューヨーク、2013年）
- Changing World Through Art（Marianne Boesky Gallery ニューヨーク、2013年）
- Re:define（The Goss-Michael Foundation ダラス、2012年）
- untitled（Museum of Tibet House ニューヨーク、2011年）
- Sugi- PoP! The Influence of Anime and Manga on Contemporary Art（Portsmouth Museum of Art ニューハンプシャー、2010年）
- DRAW（Museo De La Ciudad de Mexico メキシコ、2010年）
- Changing World Through Art（Haunch of Venison Gallery ニューヨーク、2010年）
- Lost in Mutation: The Surreal in Contemporary Japanese Art（タフツ大学美術館 ボストン、2009年）
- 眼差しと好奇心（ミヅマアートギャラリー 東京、2008年）[15]
- U Can’t Touch This: The New Asian Art, Zone（Chelsea Center for the Art ニューヨーク、2007年）
- Project To Surface（M127 ニューヨーク、2007年）

### 主なプロジェクト
- フラットアイアン・パブリック・プラザ （ニューヨーク、2022年）
- ヤンコセ（トルコ、2022年）[16]
- ガラタポート（トルコ、2022年）[17]
- K11 MUSEA (香港、2022年)
- ゆず 25周年ステージアートビジュアル（日本、2022年）[18]
- jing vision (東京、2022年)
- TIPSTAR DOME CHIBA（千葉、2021年） [19]
- IVY Station (カルバーシティ、2021年)
- Guo Hua Financial Center (重慶、2021年)
- JR新宿東口駅前広場（東京、2020年）
- 明治神宮「神社の杜 芸術祝祭」（東京、2020年）
- Beverly Hills Mural（ビバリーヒルズ、2019年）
- Houston Bowery Wall（ニューヨーク、2019年）
- 渋谷スクランブル交差点 （東京、2018年）
- Peanuts Global Art Collective（ニューヨーク、2018-19年）[20]
- Harbour City（香港、2014年）
- ハーバード大学でのアーティストプレゼンテーション（マサチューセッツ、2013年）[4]

## 書籍
- Tomokazu Matsuyama Mythologics (VFMK、2024年)
- Boom Bye Bye Pain （KOTARO KUKAGA、2023年）
- Tomokazu Matsuyama IN AND OUT (カルチュア・コンビニエンス・クラブ株式会社、2021年)
- 美術手帖2021年6月号「松山智一」（美術出版社、2021年)
- Fixed Contained（KOTARO NUKAGA、2019年）
- No Place Like Home（Zidoun-Bussuyt Gallery、2018年）
- Tomokazu Matsuyama（HOCA Foundation、2017年）
- Tomokazu Matsuyama（Zidoun-Bussuyt Gallery、2016年）
- A Thousand Regards-Tomokazu Matsuyama（パノラマ、2013年）
- Further（GingkoPress社、2009年）
- Tomokazu Matsuyama（パノラマ、2009年）
- Found Modern Library（GingkoPress社、2007年）

## 出演・掲載
- 徹子の部屋（テレビ朝日、2025年）[21]
- インタビューここから（NHK、2025年）[22]
- 日曜美術館「クラスター2020〜NY美術家 松山智一の戦い〜」（NHK Eテレ、2021年）
- ザヒューマン「届けなければアートはゴミだ NY美術家 松山智一」（NHK BS1、2021年）[6]
- 情熱大陸 Vol.1073（TBSテレビ、2019年）[5]
- Numéro TOKYO（扶桑社、2019年）[23]
- GQ JAPAN（コンデナスト・ジャパン、2019年）[24]
- Forbes JAPAN（フォーブス、2019年）[25]
- 毎日新聞（2019年）[26]
- クーリエ・ジャポン（講談社、2019年）[27]
- PRESIDENT Online（プレジデント社、2019年）[28]
- NBC（2019年）[29]
- FOX 5（2019年）
- HYPEBEAST（2019年）[30]
- ニューヨーク・タイムズ（2003年、2019年）[31]
- 日本経済新聞（2018年）
- 朝日新聞（2017年）
- Art Alamanac（2017年）
- The Australian（2017年）
- MILK（2017年）
- 木梨憲武アートって何だ？ニューヨークMoMaの秘密（BS朝日、2013年）[32]
- ワシントン・ポスト（2013年）
- Complex Magazine（2012年、2013年）[33][34]
- Antenna（2009年）[35]